# Patrick da Silva
Patrick Roberto Daniel da Silva (nacido el 26 de marzo de 1985 en San Pablo), conocido simplemente como Patrick es un futbolista brasilero. Aunque su apellido es da Silva, lleva el nombre "Patrick" en la parte de atrás de su camiseta.

## Clubes
| Club                    | País      | Año       |
| ----------------------- | --------- | --------- |
| EC Vitória              | Brasil    | 2003-2004 |
| Estudiantes de Altamira | México    | 2004      |
| Mogi Mirim EC           | Brasil    | 2004-2005 |
| Grêmio Barueri          | Brasil    | 2005-2007 |
| Nacional AC             | Brasil    | 2007      |
| Sydney FC               | Australia | 2007-2008 |
| America de Natal        | Brasil    | 2009-2010 |
| EC São Bento            | Brasil    | 2011-     |